# Dok2
Lee Joon-Kyung (em coreano: 이준경; nascido em 28 de março de 1990) mais conhecido pelo seu nome artístico Dok2 (em coreano: 도끼, pronunciado como Dokki), é um rapper sul-coreano e co-CEO da Illionaire Records.

## Biografia

### Início da vida
A mãe de Dok2 é coreana e seu pai é espanhol-filipino. 
Enquanto os meios de comunicação relataram em 2014 que ele é um primo de primeiro grau de cantora norte-americana Nicole Scherzinger ex-integrante do Pussycat Dolls, ele disse em uma entrevista em 2015 "o relatório sobre eu ser primo de primeiro grau com Nicole Scherzinger está errado. Nós Compartilham o mesmo sangue, mas o relacionamento é complicado, eu nem a conheci". 

### Início da carreira
Dok2 assinou um contrato com a gravadora Stardom Entertainment quando ele tinha 13 anos de idade. durante sua adolescência, ele havia escrito algumas canções para grupos de hip hop coreanos estabelecidos, incluindo produzido Drunken Tiger, Dynamic Duo e Epik High. 
Em 2006, sob o nome de All Black, Dok2 e o companheiro adolescente rapper chamado Microdot lançou o álbum Chapter 1. 
Ele lançou seu primeiro mini-álbum solo intitulado "Thunderground" sob a gravadora Map The Soul label do Epik High em 2009. 

### Illionaire Records
Em 2011, Dok2 e o rapper The Quiett fundaram a Illionaire Records. Apesar de seu pequeno tamanho, Illionaire Records é considerado uma das mais influentes gravadoras de hip hop na Coreia do Sul, devido à popularidade dos seus artistas. 
Show Me The Money
Em 2014, Dok2 foi um juiz da terceira temporada do programa de competição de rap "Show Me The Money", onde ele e The Quiett foram os produtores de Bobby do IKON. Eles participaram novamente na quinta temporada do programa e foram os produtores de do rapper Super Bee.

## Filmografia
| Ano  | Título             | Rede | Função                                               |
| ---- | ------------------ | ---- | ---------------------------------------------------- |
| 2014 | Show Me the Money  | Mnet | Produtor com The Quiett                              |
| 2016 | Radio Star         | MBC  | Convidado no episódio 486                            |
| 2016 | Show Me the Money  | Mnet | Produtor com The Quiett                              |
| 2016 | Infinite Challenge | MBC  | Especial Hip Hop com Yoo Jae-suk no episódio 506-513 |
| 2017 | Show Me the Money  | Mnet | Produtor com Jay Park                                |

## Prêmios
| Ano  | Premiação               | Categoria                 | Trabalho   | Resultado |
| ---- | ----------------------- | ------------------------- | ---------- | --------- |
| 2015 | Mnet Asian Music Awards | Melhor Performance de Rap | "Me"       | Indicado  |
| 2016 | Mnet Asian Music Awards | Melhor Performance de Rap | "1llusion" | Indicado  |